# Ruben Imingen
Ruben Imingen (Fauske, 4 dicembre 1986) è un ex calciatore norvegese, di ruolo difensore.

## Carriera

### Club

#### Fauske/Sprint
Imingen ha giocato per due stagioni al Fauske/Sprint, nella 3. divisjon.

#### Bodø/Glimt
È passato al Bodø/Glimt nel 2005 ed ha debuttato con questa maglia il 15 giugno dello stesso anno, quando è stato schierato titolare nella vittoria per 4-3 sullo Strindheim, in un match valido per l'edizione stagionale del Norgesmesterskapet. Il 29 ottobre dello stesso anno, ha esordito nell'Eliteserien: è stato infatti titolare nella sconfitta per 6-0 contro il Lyn Oslo. Si è trattata dell'unica presenza stagionale in campionato, al termine del quale il Bodø/Glimt è retrocesso nella 1. divisjon.
A partire dall'anno successivo, ha avuto maggiore spazio in squadra, totalizzando 23 presenze nel 2006 e 10 nel 2007. Proprio nel 2007, ha contribuito al ritorno del Bodø/Glimt nella massima divisione norvegese. Imingen ha giocato così 17 partite nell'Eliteserien tra il 2008 e il 2009, retrocedendo assieme alla sua squadra alla conclusione di quest'ultima stagione.
Negli anni seguenti, Imingen è rimasto in forza al Bodø/Glimt, con il club sempre militante nella 1. divisjon. Il 26 agosto 2012 ha realizzato la prima rete in campionato, nella vittoria per 3-1 sull'HamKam. Il 6 settembre 2012, ha rinnovato il contratto che lo legava al club per altre due stagioni. Nella stessa stagione, la squadra ha partecipato alle qualificazioni all'Eliteserien, ma non ha conquistato la promozione. Un anno più tardi, il Bodø/Glimt ha vinto il campionato ed è tornato così in Eliteserien: Imingen ha giocato 30 partite stagionali su 30.
Imingen ha annunciato il proprio ritiro dall'attività agonistica al termine del campionato 2016, a causa di persistenti problemi fisici.

### Nazionale
Imingen ha giocato 4 partite per la Norvegia under 21. Ha esordito il 5 ottobre 2006, schierato titolare nella vittoria per 1-3 contro la Danimarca.

## Statistiche

### Presenze e reti nei club
Statistiche aggiornate al 2 novembre 2016.
| Stagione             | Club                 | Campionato           | Campionato | Campionato | Coppe nazionali | Coppe nazionali | Coppe nazionali | Coppe continentali | Coppe continentali | Coppe continentali | Supercoppe | Supercoppe | Supercoppe | Totale | Totale |
| Stagione             | Club                 | Comp                 | Pres       | Reti       | Comp            | Pres            | Reti            | Comp               | Pres               | Reti               | Comp       | Pres       | Reti       | Pres   | Reti   |
| -------------------- | -------------------- | -------------------- | ---------- | ---------- | --------------- | --------------- | --------------- | ------------------ | ------------------ | ------------------ | ---------- | ---------- | ---------- | ------ | ------ |
| 2003                 | Fauske/Sprint        | 3D                   | ?          | ?          | CN              | ?               | ?               | -                  | -                  | -                  | -          | -          | -          | ?      | ?      |
| 2004                 | Fauske/Sprint        | 3D                   | ?          | ?          | CN              | ?               | ?               | -                  | -                  | -                  | -          | -          | -          | ?      | ?      |
| Totale Fauske/Sprint | Totale Fauske/Sprint | Totale Fauske/Sprint | ?          | ?          |                 | ?               | ?               |                    | -                  | -                  |            | -          | -          | ?      | ?      |
| 2005                 | Bodø/Glimt           | ES                   | 1          | 0          | CN              | 1               | 0               | -                  | -                  | -                  | -          | -          | -          | 2      | 0      |
| 2006                 | Bodø/Glimt           | 1D                   | 23         | 0          | CN              | ?               | ?               | -                  | -                  | -                  | -          | -          | -          | ?      | ?      |
| 2007                 | Bodø/Glimt           | 1D                   | 10         | 0          | CN              | ?               | ?               | -                  | -                  | -                  | -          | -          | -          | ?      | ?      |
| 2008                 | Bodø/Glimt           | ES                   | 3          | 0          | CN              | 3               | 0               | -                  | -                  | -                  | -          | -          | -          | 6      | 0      |
| 2009                 | Bodø/Glimt           | ES                   | 14         | 0          | CN              | 2               | 0               | -                  | -                  | -                  | -          | -          | -          | 16     | 0      |
| 2010                 | Bodø/Glimt           | 1D                   | 19         | 0          | CN              | ?               | ?               | -                  | -                  | -                  | -          | -          | -          | 16     | 0      |
| 2011                 | Bodø/Glimt           | 1D                   | 14         | 0          | CN              | ?               | ?               | -                  | -                  | -                  | -          | -          | -          | 16     | 0      |
| 2012                 | Bodø/Glimt           | 1D                   | 29+2       | 2+0        | CN              | 5               | 0               | -                  | -                  | -                  | -          | -          | -          | 36     | 2      |
| 2013                 | Bodø/Glimt           | 1D                   | 30         | 1          | CN              | 4               | 0               | -                  | -                  | -                  | -          | -          | -          | 34     | 1      |
| 2014                 | Bodø/Glimt           | ES                   | 18         | 0          | CN              | 2               | 0               | -                  | -                  | -                  | -          | -          | -          | 20     | 0      |
| 2015                 | Bodø/Glimt           | ES                   | 2          | 0          | CN              | 0               | 0               | -                  | -                  | -                  | -          | -          | -          | 2      | 0      |
| 2016                 | Bodø/Glimt           | ES                   | 0          | 0          | CN              | 0               | 0               | -                  | -                  | -                  | -          | -          | -          | 0      | 0      |
| Totale Bodø/Glimt    | Totale Bodø/Glimt    | Totale Bodø/Glimt    | 163+2      | 3+0        |                 | ?               | ?               |                    | -                  | -                  |            | -          | -          | ?      | ?      |
| Totale               | Totale               | Totale               | ?          | ?          |                 | ?               | ?               |                    | -                  | -                  |            | -          | -          | ?      | ?      |